# Erhvervsleder
En erhvervsleder er en person, der leder en virksomhed; ofte en administrerende direktør, et andet medlem af ledelsen eller en bestyrelsesformand. Erhvervslederen behøver ikke at have personlige økonomiske interesser i virksomheden, men kan være ansat af bestyrelsen. Erhvervsledere, der selv har grundlagt virksomheden kaldes også selvstændige eller iværksættere.
| Job | Spire Denne artikel om et job eller en stillingsbetegnelse er en spire som bør udbygges. Du er velkommen til at hjælpe Wikipedia ved at udvide den. |